# Тибериус Куния
Тибериус (Тибериу) Куния (на арумънски: Tiberius Cunia; на румънски: Tiberiu Cunia) е арумънски езиковед и писател.
Известен е с усилията си за запазване на арумънския език и култура, носител на Хумболтова награда В 2010 година издава „Речник на арумънския език“.

## Биография
Куния е роден на 1 октомври 1926 година в арумънско семейство на Петър и Захария в южномакедонския град Воден (Едеса), Кралство Гърция. Няколко месеца след неговото раждане семейството му напуска Гърция по румънската програма за румънизиране на Южна Добруджа и се заселва в град Добрич, където Тибериус учи в гимназия. След връщането на Южна Добруджа на България през 1940 година семейството се установява в Кюстенджа, Северна Добруджа.
След Добрич учи в Румъния, Италия, Франция и Канада. Завършва колежа „Мирчя чел Бътрън“ в Кюстенджа. През 1946 година се записва в Лесовъдния факултет на букурещката Политехника. Като студент развива активна антикомунистическа дейност. Принуждава се през 1948 година да емигрира и след няколко месеца в югославски затвори и концентрационни лагери се озовава във Франция, където учи лесовъдство в Нанси.
Работи като лесовъд, статистик и математик. Преподава в Колежа по природни науки и лесовъдство на Нюйоркския държавен университет. Активист е на американското Фаршаротул общество.
Връчена му е Хумболтова награда в Бон през 1984 година. Умира на 7 април 2016 година в Сиракюз.